# L'Homme et le Monstre
Pour plus de détails, voir Fiche technique et Distribution.
L'Homme et le Monstre (El hombre y el monstruo) est un film d'épouvante mexicain réalisé par Rafael Baledón et sorti en 1963.
Produit par la société Cinematográfica ABSA, il s'agit d'une relecture de L'Étrange Cas du docteur Jekyll et de M. Hyde de Robert Louis Stevenson.

## Synopsis
Un pianiste médiocre vend son âme au diable en échange de devenir le meilleur pianiste du monde. Le prix à payer est de se transformer en monstre meurtrier chaque fois qu'il joue au piano le Concerto pour piano no 1 en si bémol mineur de Tchaïkovski.

## Fiche technique
- Titre original mexicain : El hombre y el monstruo[1]
- Titre français : L'Homme et le Monstre[2]
- Réalisation : Rafael Baledón
- Scénario : Rafael Baledón, Raúl Zenteno
- Photographie : Raúl Martínez Solares
- Montage : Carlos Savage
- Musique : Gustavo César Carrión
- Effets spéciaux : Juan Muñoz Ravelo
- Décors : Javier Torres Torija
- Maquillage : Armando Meyer
- Production : Abel Salazar
- Société de production : Cinematográfica ABSA
- Pays de production :  Mexique
- Langue originale : espagnol
- Format : Noir et blanc - 1,37:1 - Son mono - 35 mm
- Genre : Film d'épouvante
- Durée : 78 minutes
- Date de sortie : 
  - Mexique : 8 octobre 1959

## Distribution
- Enrique Rambal (es) : Samuel Magno
- Abel Salazar : Ricardo Souto
- Martha Roth (es) : Laura / Alejandra
- Ofelia Guilmáin (es) : Cornelia
- José Chávez : l'officier de police
- Ana Laura Baledon : la fille tuée par Samuel